# 拉芘莎拉·瑛特勒素
拉芘莎拉·瑛特勒素（1994年9月1日—），小名Apple（苹果），生于泰国甘烹碧府，泰国女演员、歌手。代表影视作品有《王子学院之单身律师》、《Wifi时代之纸飞机里的秘密》、《极限爱情》。

## 早年经历
1994年9月1日，Apple出生于泰国甘烹碧府。在Apple很小的时候，父亲就去世了，她有一个哥哥。从小在单亲家庭里长大，没有享受过父爱的她从小就很独立，每次挣了钱她都会拿来帮助家里。

## 演艺经历
2010年，16岁的Apple参加泰国GMM Grammy公司旗下Exact公司制作的歌唱比赛《The Star 7》，并进入总决赛。
2011年，获得《The Star 7》歌唱比赛的第7名；同年推出个人单曲《专一爱...一下下》；同年9月，出演《无忧的天堂》，在剧中饰演Oh，合作演员Pong、CharebelleCharebelle。
2012年，出演灵异类情景剧《爱之魂》，剧中饰演Soy，合作演员Nutt；同年客串Bee、Pinky主演的都市言情剧《欺诈与嫉妒》。
2013年,与Vill、Toomtam合作出演年代剧《无尽的爱》，剧中扮演雅丽，该剧改编自1995年的泰国电视剧《风筝与风》，在剧中饰演吉列纳勋家的小女儿雅丽。
2014年，与Freud合作出演浪漫喜剧《星星的房子》，在剧中饰演天真浪漫的女孩Rummy。
2015年5月，出演由GMM制作出品的青春校园剧《丑小鸭之非爱勿视》，该剧改编自泰国人气少女Ugly Duckling系列漫画，在剧中饰演可爱善良的眼镜女学霸ozone，合作演员Mild、Mek、Victor；同年，与Pumipat主演由GMM制作出品的青春校园剧《Wifi时代之纸飞机里的秘密》，担任女主角，在剧中饰演纸飞机女孩Aom。
2016年1月，出演言情剧《皇冠之战2》，剧中饰演Tai，合作演员Zeenan；同年6月，与Nike主演由Greateast Entertainment制作出品的娱乐圈爱情剧《极限爱情》，剧中饰演娱乐圈新人Min；同年9月，与August主演由GMM制作出品的青春校园剧《王子学院之单身律师》，该剧改编自泰国人气U-prince系列漫画单身律师篇，在剧中饰演娇宠的富家千金Minute。
2017年1月，与James合作主演言情短剧《善良的奇迹》，剧中饰演Nae；同年2月，与Guide合作主演惊悚剧《惊吓》，剧中饰演Ple。

## 演藝作品

### 電視劇
| 年份   | 電視台  | 劇名                         | 角色     | 性質   |
| 2012年 | 泰国5台 | 《爱之魂》                   | Soy      | 女配角 |
| 2012年 | 泰国5台 | 《无忧的天堂》               | Oh       | 女配角 |
| 2012年 | 泰国5台 | 《欺诈与嫉妒》               | 客串     | 客串   |
| 2013年 | 泰国5台 | 《无尽的爱》                 | 雅丽     | 女配角 |
| 2013年 | One HD  | 《Pentor》                   | Mock     | 客串   |
| 2014年 | 泰国5台 | 《魔幻天使》                 | 模特     | 客串   |
| 2015年 | One HD  | 《星星的房子》               | Rummy    | 女配角 |
| 2015年 | GMM 25  | 《Wifi时代之纸飞机里的秘密》 | Aom      | 女一号 |
| 2015年 | One HD  | 《策划·爱》                  | 客串     | 客串   |
| 2015年 | GMM 25  | 《丑小鸭之非爱勿视》         | Ozone    | 女二号 |
| 2016年 | One HD  | 《曼谷匿爱》                 | Tisha    | 客串   |
| 2016年 | One HD  | 《皇冠之战2》                | Tai      | 女配角 |
| 2016年 | MCOT HD | 《极限爱情》                 | Min      | 女一号 |
| 2017年 | MCOT HD | 《惊吓》                     | Ple      | 女一号 |
| 2017年 | GMM 25  | 《王子学院之淘气天使》       | Minute   | 客串   |
| 2017年 | GMM 25  | 《王子学院之单身律师》       | Minute   | 女一号 |
| 2017年 | MCOT HD | 《善良的奇迹》               | Nae      | 女一号 |
| 2021年 | PPTV    | 《Thida Satan》              | Eurngsai |        |
| 2021年 | One HD  | 《Payu Sai》                 |          |        |

## 单曲
| 发行日期   | 歌曲名称            | 收录来源   |
| ---------- | ------------------- | ---------- |
| 2011-05-17 | 《专一爱...一下下》 | The Star 7 |

## MV參演
| 年份   | 歌曲名称            | 歌手        |
| ------ | ------------------- | ----------- |
| 2011年 | 《做最耀眼的星》    | The Star 7  |
| 2011年 | 《专一爱...一下下》 | Apple       |
| 2011年 | 《爱就爱》          | Note        |
| 2012年 | 《做不到的承诺》    | Peck        |
| 2015年 | 《要友情还是爱情》  | Mad Monkeys |
| 2016年 | 《我说》            | Season Five |
| 2017年 | 《劳驾来打扰》      | Ice         |